# Enicmus callosus
Enicmus callosus is een keversoort uit de familie schimmelkevers (Latridiidae). De wetenschappelijke naam van de soort werd in 1985 gepubliceerd door Wolfgang H. Rücker.